# Cinco Calles
Cinco Calles (en gallego y oficialmente, As Cinco Calles) es una aldea española situada en la parroquia de Campo, del municipio de Arzúa, en la provincia de La Coruña, Galicia.

## Demografía
| Gráfica de evolución demográfica de Cuatro Calles entre 2000 y 2018 |
|                                                                     |
| Datos según el nomenclátor publicado por el INE.                    |